# MDL-100,453
MDL-100,453 je antagonist NMDA receptora.